# Ozurgeti
Ozurgeti (gruzínsky: ოზურგეთი) je město v jihozápadní Gruzii a je centrem západogruzínského regionu Gurie. Žije v něm kolem 18 tisíc obyvatel. Nachází se 60 km severovýchodně od Batumi, 45 km jihovýchodně od Poti a 90 km jihozápadně od Kutaisi.

## Historie

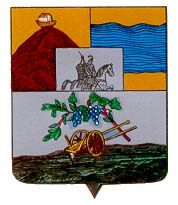
Starý znak města

Roku 1840 je Ozurgeti povýšeno na město a stává se šlechtickým sídlem v regionu Gurie, který byl tou dobou součástí kutaiské gubernie. 16. července 1854 zde došlo k bitvě mezi tureckou a ruskou armádou, vedenou Gruzíncem Ivanem Andronikašvilim, a zajistil tak pro Ruské impérium Mingrelii. Od roku 1934 do 1989 neslo město název "Macharadze" podle gruzínského komunistického činovníka Filipa Macharadzeho.

## Památky
Nejvýznamnější památky jsou v centru Ozurgeti. Dominuje zde místní kostel gruzínské církve, který se nachází mezi městským parkem a budovou divadla. V Ozurgeti se nachází také městské muzeum s výstavou cenných archeologických artefaktů, sbírkou historických mincí, sbírkou nejrůznějších historických reprezentativních předmětů (vlajky, štíty, znaky) a sbírkou uměleckých předmětů a historických dokumentů.

## Hospodářství

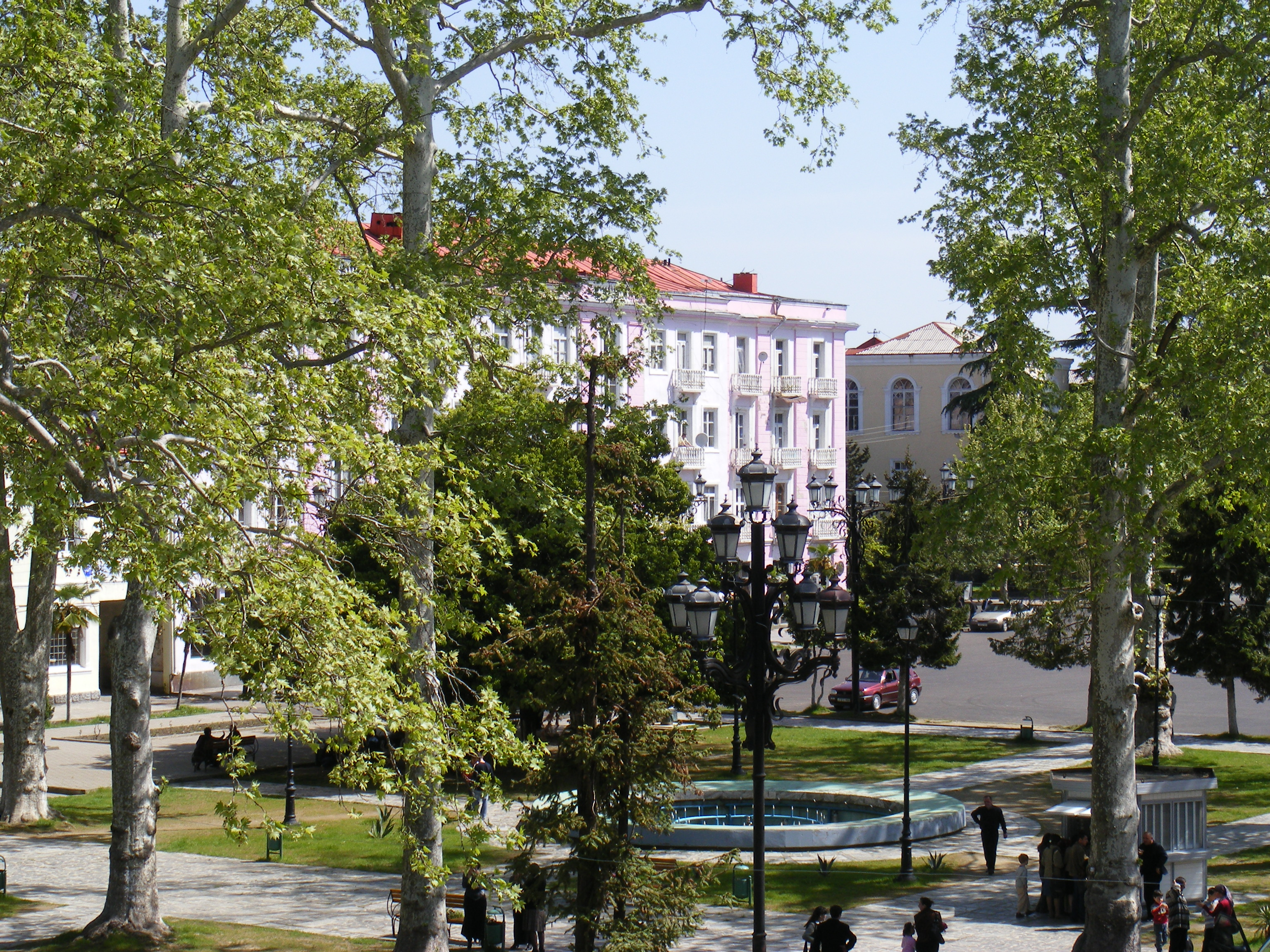
Náměstí v Ozurgeti

Ozurgeti bývala vždy zemědělskou oblastí, kde obyvatelé chovali hospodářská zvířata pro maso, kůži a mléko a pěstovali brambory a zeleninu. Západní Gruzie však byla posledních 150 let známá hlavně pěstováním kvalitního čaje, jehož první sazenice byly dovezeny z Číny gruzínskými cestovateli z řad šlechty přímo do Ozurgeti. Pro jeho pěstování zde panují ideální podmínky. Produkce sice nebyla nikdy velká, ale po začlenění Gruzie do Sovětského svazu a potom hlavně od 50. let byla zavedena masová produkce, která měla zásobovat čajem celý SSSR, a v Ozurgeti vznikly továrny na zpracování čaje. Nedostatkem však byla masovost na úkor kvality, která povážlivě klesla. Po obnovení nezávislosti Gruzie došlo kvůli ekonomickým potížím, válce a ztrátě dobré pověsti (kvalita) k takřka úplnému zastavení produkce čaje, továrny zkrachovaly a čajové plantáže v okolí Ozurgeti zpustly. Díky zahraniční pomoci a podnikání místních živnostníků se daří pomalu produkci čaje, tentokráte zaměřené na kvalitu, ruční práci a obnovení dobré pověsti gruzínského čaje, obnovit.
Průmysl je ve městě minimální. Nachází se zde pouze továrny potravinářské, na výrobu konzerv a na výrobu železobetonu. Ozurgeti a okolí nejvíce trpí špatnou infrastrukturou, chudobou a až 30% nezaměstnaností.
Ve městě sídlí fotbalový klub FC Mercchali Ozurgeti.

## Doprava
V Ozurgeti se nachází nádraží na železniční trati mezi Tbilisi a Batumi.
Od roku 1980 do 2006 ve městě fungovala trolejbusová doprava. Dnes převažuje autobusová doprava nebo doprava maršrutkami.